# The Flood (singel Katie Meluy)
The Flood – pierwszy singiel brytyjskiej piosenkarki Katie Meluy promujący jej czwarty album studyjny zatytułowany The House. Singiel został wydany w Wielkiej Brytanii 17 maja 2010 roku w formacie digital download, oraz 24 maja 2010 roku w formacie CD.

## Teledysk
Teledysk wyreżyserowany został przez Kevina Godleya, który współpracował już wcześniej z Katie – wyreżyserował wideoklip do singla pt. Nine Million Bicycles. Wideo przedstawia piosenkarkę śpiewającą i grającą na pianinie, umieszczonym na wirującej platformie, obracanej przez tancerzy.

## Lista utworów
Digital download
| No. | Tytuł                               | Długość |
| --- | ----------------------------------- | ------- |
| 1.  | The Flood (Radio Edit)              | 3:40    |
| 2.  | The Flood (Danny Kirsch Radio Edit) | 3:49    |
| 3.  | The Flood (Michael Woods Remix)     | 4:40    |
| 4.  | The Flood (Jakwob Remix)            | 4:57    |

Singiel CD
| No. | Tytuł                  | Długość |
| --- | ---------------------- | ------- |
| 1.  | The Flood              | 3:40    |
| 2.  | The One I Love Is Gone | 3:27    |

## Pozycje na listach
| Kraj                                     | Pozycja | Certyfikat |
| ---------------------------------------- | ------- | ---------- |
| Belgia (Flandria) – Top 50 Singles Chart | 23      | —          |
| Belgia (Walonia) – Top 50 Singles Chart  | 7       | —          |
| Holandia – Top 100 Singles Chart         | 79      | —          |
| Norwegia – Top 20 Singles Chart          | 20      | —          |
| Szwajcaria – Top 75 Singles Chart        | 19      | —          |
| UK – Top 100 Singles Chart               | 35      | —          |